# James Clark (Diplomat)
James Clark (* 1963) ist ein britischer Diplomat.
Von 2004 bis 2007 war Clark als Nachfolger von Gordon Wetherell Botschafter des Vereinigten Königreiches in Luxemburg. Clark ist mit Anthony Stewart verheiratet. Zuvor war Clark in anderen Verwendungen des diplomatischen Dienstes auf dem europäischen Kontinent tätig gewesen. Vor seiner Entsendung nach Luxemburg empfing ihn Königin Elizabeth II. zusammen mit Anthony Stewart.